# Roberto Petrocchi
Roberto Petrocchi (Roma, 28 dicembre 1956) è un regista e sceneggiatore italiano.

## Biografia
Dopo gli studi in Lettere e Sociologia, ha fondato nel 1979 la Cineasti Riuniti Cinema e Società. Ha curato programmi culturali per la tv, tra i quali Educhiamo i bambini alla pace, in collaborazione con UNICEF, Constantin Guys: maestro della vita moderna, L’arte ed espressione di Renato Guttuso, Sergio Vacchi, Giò Pomodoro. Ha svolto attività di documentarista ed è stato assistente alla regia di Valerio Zurlini.
Ha debuttato con il film Abbandonarsi alla quiete (1983). 
All’attività di autore e regista ha affiancato quella di operatore culturale, docente e storico del cinema.
È stato tra gli organizzatori del Premio Adriano Petrocchi, intitolato a suo padre e riservato alle Accademie di Belle Arti italiane e agli allievi della Scuola Nazionale di Cinema - Fondazione Centro Sperimentale di Cinematografia di Roma.
Ha diretto l’episodio Imputazione: tentato furto di... felicità, del film collettivo Intolerance - Sguardi del cinema italiano sull’intolleranza (1996). 
Ha scritto e diretto L’ombra del gigante (2000), interpretato da Margherita Buy e tratto dal libro La grande Eulalia di Paola Capriolo, finalista al Premio Campiello nel 1989. Il film ha rappresentato l’Italia al Festival internazionale del cinema di Berlino.
Nel 2003 ha istituito il concorso "Un libro da vedere", in collaborazione con la Fondazione Bellonci.
Ha diretto per Bompiani il booktrailer Il pianista muto (2009) dall’omonimo romanzo di Paola Capriolo. Nello stesso anno ha fondato l’International Fest Roma Film Corto, di cui è direttore artistico.
Particolarmente attento alle tematiche d’impegno sociale, civile e solidale, ha realizzato nel 2010 la campagna di sensibilizzazione sul tema della sicurezza stradale per la Fondazione Maurizio Cianfanelli Onlus, con la partecipazione di Roberto Herlitzka, Valerio Mastandrea, Elena Sofia Ricci, Milena Vukotic, e ha curato la Rassegna di cortometraggi, selezione da Roma Film Corto, per il Progetto Medicinema (2017).
È stato membro di Giuria e presidente del Festival del Cinema Indipendente, del Festival delle Opere Prime, del Festival La città in corto di Roma e ha presieduto la Commissione esaminatrice della Biennale Spazio Pubblico, Sezione Cinema.
È componente del Comitato Etico/Filosofico di CPSCAE, Centro Internazionale per la Pace e Sostenibilità Climatica, Ambientale ed Energetica.
Ha dato seguito, con Renzo Rossellini, al Premio Internazionale Roberto Rossellini (2021), riservato a giovani registi ed autori, con l’intento di attuare un programma di studio permanente (Eventi Rossellini) dell’opera e la figura del grande regista.
È direttore didattico di Cinema e Società School.
È autore e regista della pièce teatrale Morirò in piedi (2021) con Giulia Weber, Fulvio Cauteruccio e Flavia Pezzo, prodotto da Eventi Pagliai, dal best seller Oriana Fallaci - Morirò in piedi di Riccardo Nencini (Edizioni Polistampa), che ha debuttato al Teatro Niccolini di Firenze.

## Filmografia

### Regista Cinema
- Abbandonarsi alla quiete (1983)
- Illuminazioni (1987)
- Un grande italiano! (1992), documentario
- Imputazione: tentato furto di... Felicità (1996), episodio del film collettivo Intolerance: Sguardi del Cinema Italiano sull'intolleranza
- L'ombra del gigante (2000)
- L'abito fa il monaco (2004), cortometraggio
- Il pianista muto (2009), booktrailer, dal libro omonimo di Paola Capriolo edito da Bompiani
- Una mattina, il silenzio (2010), primo episodio campagna di prevenzione sicurezza stradale
- Un nipote, e i suoi perché (2011) secondo episodio campagna di prevenzione sicurezza stradale
- Il bridge può attendere (2012) terzo episodio campagna di prevenzione sicurezza stradale

### Sceneggiatore
- Abbandonarsi alla quiete (1983)
- Illuminazioni (1987)
- Un grande italiano! (1992)
- Imputazione: tentato furto di..... felicità (1996)
- L'ombra del gigante (2000), come co-sceneggiatore
- Il pianista muto (2009)
- Una mattina, il silenzio, Un nipote e i suoi perché, Il bridge può attendere (dal 2010 al 2012)
- Oriana Fallaci - Morirò in piedi (2012), co-sceneggiatore

### Teatro
- Morirò in piedi (2021)

## Riconoscimenti
- Targa d’Argento per la Regia al XXVI Laceno d’Oro delle Nazioni (1986)
- Premio Selezione Poesia per il libro "Il silenzio ritrovato" – Cultura Duemila Editrice (1992)
- Selezione Ufficiale al 50º Festival Internazionale del Cinema di Berlino (2000)
- Selezione Ufficiale alla II edizione dell’International Film Festival di Bratislava (2000)
- Selezione Ufficiale all’Annecy Cinema Italien (2000)